# Knobbeleend

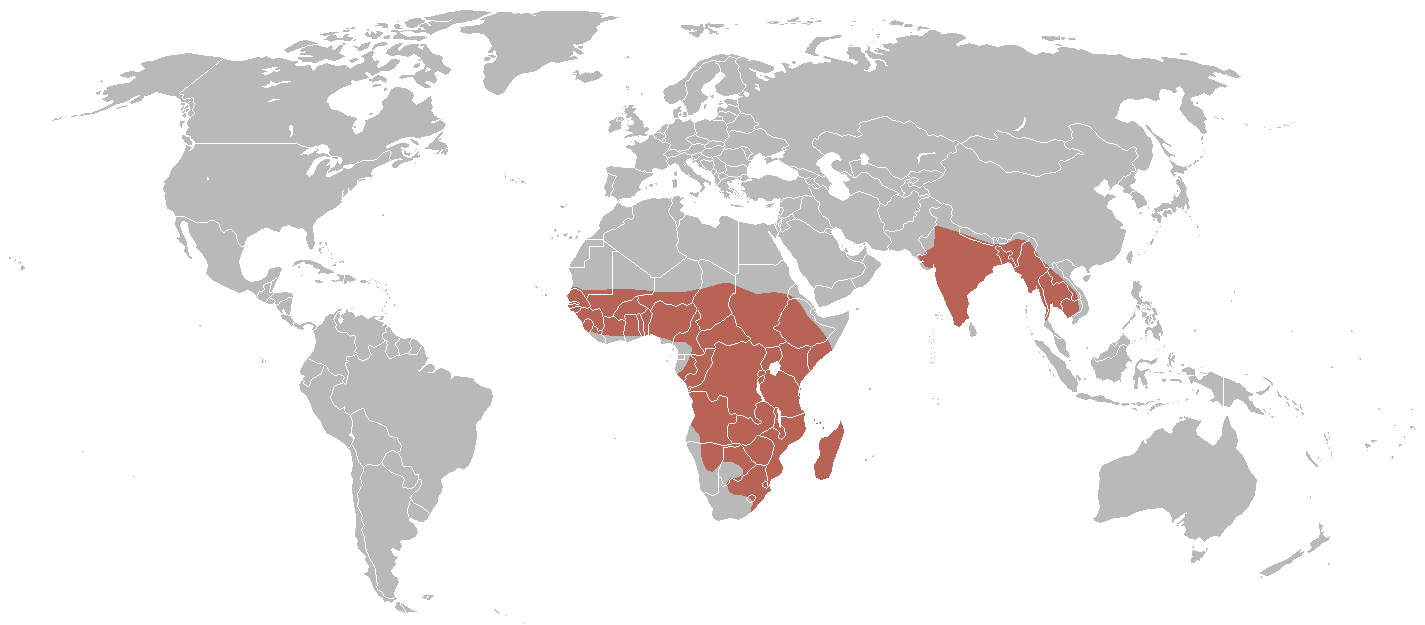
Verspreiding van de knobbeleend Sarkidiornis melanotos sensu stricto.

De knobbeleend (Sarkidiornis melanotos) is een vogel uit de familie Anatidae. De wetenschappelijke naam van de soort is voor het eerst geldig gepubliceerd in 1769 door Pennant.
De IOC World Bird List onderscheidt twee soorten, maar deze splitsing is geen gemeengoed; de soortsplitsing komt niet voor in Howard and Moore Complete Checklist of the Birds of the World, derde druk 2003. Met Sarkidiornis melanotos sensu lato wordt zowel de Amerikaanse knobbeleend als de knobbeleend van de Oude Wereld worden bedoeld.

## Beschrijving
Deze eend is 56 tot 76 cm groot en heeft een spanwijdte van 116 tot 145 cm en een gewicht van 1 tot 2,9 kg. Volwassen knobbeleenden hebben een witte kop met donkere vlekjes, een volledig witte nek, borst en buik. De vogel is van boven iridiserend zwart met een groene of blauwe glans. Het mannetje is aanmerkelijke groter dan het vrouwtje en heeft een grote zwarte knobbel op de snavel.
Het verschil met de Amerikaanse knobbeleend is het formaat en het verenkleed op de flanken. De Amerikaanse (onder-)soort is kleiner, met donkere flanken, bij mannetjes zwart en bij vrouwtjes grijs, terwijl dit bij de knobbeleenden van de Oude Wereld lichtgrijs en bij de vrouwtjes soms wit is.

## Voorkomen
De soort Sarkidiornis melanotos sensu stricto komt wijdverbreid voor in Afrika bezuiden de Sahara en het Oriëntaals gebied.

## Beschermingsstatus
De knobbeleend heeft een groot verspreidingsgebied en daardoor is de kans op de status kwetsbaar (voor uitsterven) gering. De grootte van de wereldpopulatie is niet gekwantificeerd. Deze soort knobbeleend gaat in aantal achteruit door bejaging en aantasting van het leefgebied door ontbossing, omzetting van drasland in landbouwgebied en de aanleg van dammen. Echter, het tempo ligt onder de 30% in tien jaar (minder dan 3,5% per jaar). Om deze redenen staat deze soort eend als niet bedreigd op de Rode Lijst van de IUCN.